# Velika njiva
Velika njiva je srednjovjekovno groblje u Prapatnicama kod Vrgorca.

## Povijest
Nastalo je tijekom 14. i 15. stoljeća na i oko njiva s bunarima, na prostoru jugozapadno od sela Prapatnice, odnosno sjeverno od zaseoka Vukojevićâ. Na groblju su stećci. Sačuvano je oko 35 stećaka, uglavnom sanduka i poneka ploča. Pet stećaka uzidano je u bunar uokolo kojeg su razbacani ulomci stećaka. Na njivi, južno od bunara, nalazi se 5 stećaka kao i 1 manji bunar. U suhozidu njive ugrađena su 2 stećka. Južno od ove njive u šumarku nalazi se dvadesetak stećaka. Dva stećka, od kojih je jedan ujedno i najveći na lokalitetu (1,7 x 2,2 x 0,4 m), nalaze se na putu. Od ukrasnih motiva na stećcima pojavljuju se: križevi, polumjesec, rozeta, tordirani vijenac, mač, dvoboj.

## Zaštita
Pod oznakom Z-6494 zavedeno je kao nepokretno kulturno dobro - pojedinačno, arheološka baština, pravna statusa zaštićena kulturnog dobra, klasificirano kao "arheološka baština ".